# William Williams Pantycelyn

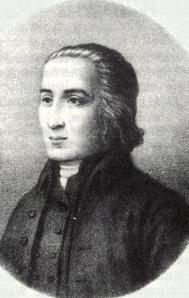
William Williams

William Williams Pantycelyn (auch: William Williams, William Pantycelyn, Pantycelyn* ~ 11. Februar 1717, Cefn-coed in Llanfair-ar-y-bryn, Llandovery, Wales; † 11. Januar 1791, Pantycelyn) ist der berühmteste Liederdichter aus Wales und als Autor von Poesie und Prosa gilt er als eine der größten literarischen Figuren von Wales. Zugleich war er auch einer der führenden Köpfe des Welsh Methodist Revival im 18. Jahrhundert zusammen mit Howell Harris und Daniel Rowland.

## Leben

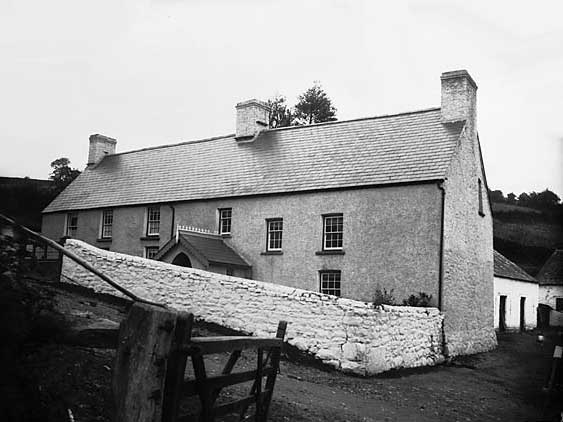
Pantycelyn, Llanfair-ar-y-bryn, Foto von John Thomas um 1885.

Williams wurde 1717 auf der Farm Cefn-coed im Parish Llanfair-ar-y-bryn, bei Llandovery (Llanymddyfri) geboren. Seine Eltern waren John und Dorothy Williams. Der Vater starb 1742 und Dorothy zog danach auf die nahegelegene Farm Pantycelyn ("Holly Hollow - Stechpalmenloch"). Die Familie zählte zu den Nonkonformisten. William Williams erhielt zunächst eine Schulbildung vor Ort und kam dann an eine nonconformistische Academy bei Talgarth.
Er wollte Arzt werden, änderte aber seine Pläne 1737/38, als er durch die Predigten von Howell Harris in Talgarth eine Bekehrung erlebte.
Den größten Teil seines Lebens verbrachte Williams im Parish Llanfair-ar-y-bryn. Er starb in Pantycelyn am 11. Januar 1791, im Alter von 74 Jahren und wurde auf dem Friedhof von Llanfair-ar-y-bryn beerdigt. Zu seinem Andenken wurde in Llandovery eine Memorial Chapel errichtet.

### Religiöser Werdegang

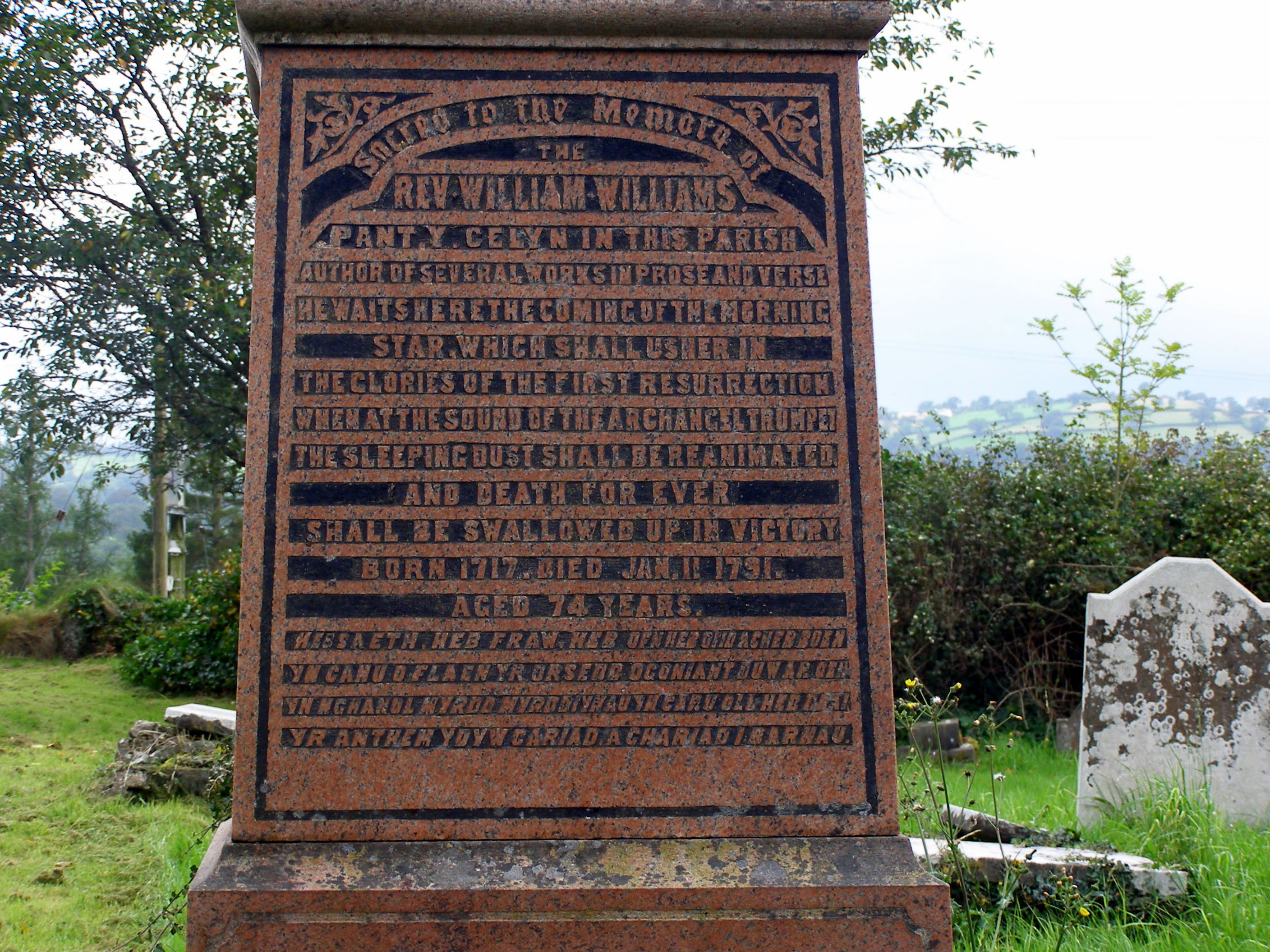
Grabstein von Williams.

Williams fühlte sich zum Priester berufen und ließ sich trotz seiner familiären Bindungen an die Nonkonformisten 1740 zum Diakon der Anglikanischen Kirche weihen.
Er diente zunächst als Curate für Theophilus Evans (1693–1767) in den Pfarreien Llanwrtyd, Llanfihangel Abergwesyn und Llanddewi Abergwesyn. In dieser Zeit kam er aber in Berührung mit der Methodistischen Bewegung und im Juni 1742 wurden seine Aktivitäten von unzufriedenen Gemeindegliedern an den Archdeacon’s Court in Brecon gemeldet. Der Methodismus war ursprünglich eine reformerische Gruppe innerhalb der Church of England und wollte keine eigene Sekte oder Kirche entwickeln. Trotzdem wurde die Bewegung als Bedrohung angesehen und 1743, als Williams ordnungsgemäß um die Ordination als Priester bat, wurde seine Bewerbung aufgrund seiner Verbindungen zu Methodisten zurückgewiesen. Nun musste er sich zwischen einer bequemen aber konformistischen Karriere in der Anglikanischen Kirche und einem finanziell unsicheren aber geistlich reicheren Leben als methodistischer Prediger außerhalb der Kirche entscheiden. Er entschied sich für letzteren Weg.
Die Gründung des englischen Methodismus erfolgte um 1739, als die Brüder Charles und John Wesley (beide Anglikanische Priester) mit der Moravian Church brachen und ihre eigene Kirche in Bristol gründeten. 1743 veröffentlichten sie ihre General Rules. In dieser Zeit begann Williams seine eigene kirchliche Karriere und das erklärt auch, warum man ihm so feindlich begegnete. Er zahlte einen hohen Preis für seine Überzeugung.
Der walisische Methodismus begann schon vor 1739 und kann auf die Bekehrungen von Howell Harris und Daniel Rowland 1735 zurückgeführt werden. Es handelt sich um eine einheimische Bewegung, die parallel zu der Entwicklung in England verlief. Die walisischen Methodisten waren vornehmlich Calvinisten, die sich enger an George Whitefield anlehnten als an John Wesley.
In Wales kam es daraufhin zu Spannungen zwischen den Welsh Calvinistic Methodists und den Wesleyan Methodists. 1811 lösten sich die Welsh Calvinist Methodists (heute: Presbyterian Church of Wales) von der Anglikanischen Kirche und begannen eigene Priester zu ordinieren. Wenn Williams Pantycelyn länger gelebt hätte, hätte er diesen Schritt befürwortet. Zu Lebzeiten war er ein starker Verfechter der Calvinistischen Reformationslehre und warnte oft eindringlich vor Arminianismus, Arianismus, Sozinianismus, Sandemanianern und anderen Gruppen.
Williams Pantycelyn bereiste Wales und predigte. Es heißt, dass er sich zum Teil damit finanzierte, dass er auf seinen Reisen mit Tee handelte. Dabei war nicht nur theologische Fähigkeit gefragt, sondern auch Organisationstalent und Verwaltungsgeschick. Pantycelyn war der Anwalt eines neuen Connexionalism. Seine Anhänger sammelten sich in seiadau (fellowship meetings). Williams musste diese Gemeinschaften organisieren und dann betreuen. Jeder erfolgreiche Besuch in einem neuen Dorf machte einen neuen seiat notwendig. Und obwohl er in seiner Mission nicht allein stand, muss die Arbeit und Belastung enorm gewesen sein. Gleichzeitig war für ihn wohl die Befriedigung groß, als Pastor für so viele Gemeinschaften zuständig zu sein, nachdem sein Wunsch, Priester in einer kleinen Gemeinde zu werden, versagt worden war.

### Schriftsteller und Liederdichter

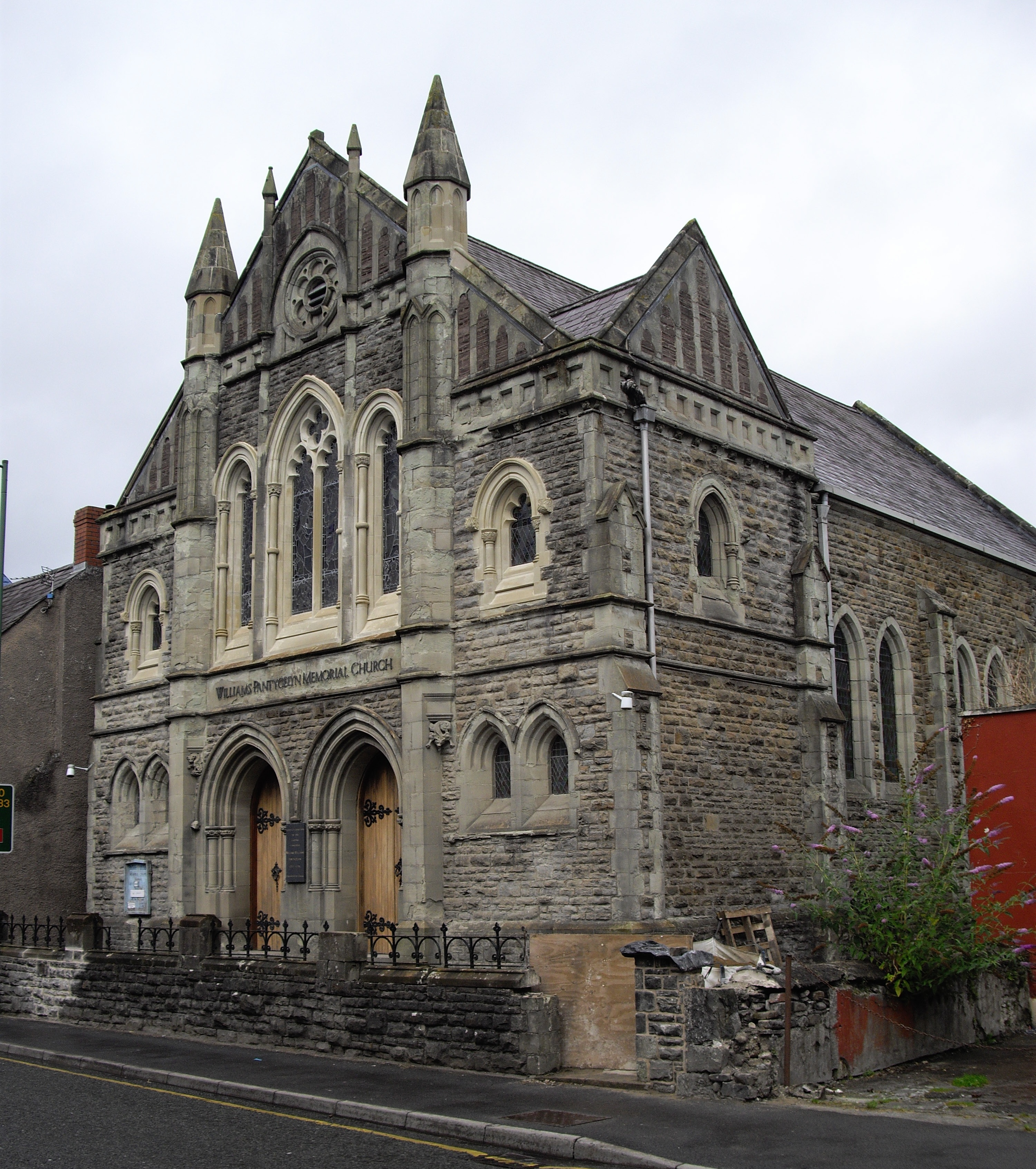
Williams Pantycelyn Memorial Chapel, Llandovery (Presbyterian Church of Wales).

William Williams Pantycelyn war nicht nur ein wichtiger religiöser Führer, sondern auch einer der wichtigsten Dichter und Schriftsteller seiner Zeit in Wales. Sein Einfluss ist bis ins 20. Jahrhundert hinein zu spüren.
Seine Meisterschaft als Liederdichter brachte ihm den Ehrennamen: Y pêr ganiedydd (the Sweet Songster, ‚der liebliche Liedermacher‘) ein, in Anspielung auf König David, den „lieblichen Psalmdichter in Israel“ (2 Sam 23,1 ).

## Werke

### Kirchenlieder (Hymns)
Einige seiner Werke waren auf Englisch, doch der größte Teil seiner Werke entstand auf Walisisch.
1744 veröffentlichte er sein erstes Werk: den ersten Teil von Aleluia, eine Sammlung walisischer Hymnen.
Weitere Sammlungen folgten:
- 1751: Hosanna i Fab Dafydd (Hosannah dem Sohn Davids).Mt 21,9 LUT
- 1759: Rhai hymnau a chaniadau duwiol (Einige Hymnen und geistliche Lieder).
- 1762: Caniadau y rhai sydd ar y môr o wydr (Die Lieder derer am kristallenen Meer).Offb 4,6 LUT
- 1763: Ffarwel weledig, groesaw anweledig bethau (Lebwohl den gesehenen und Wilkommen den ungesehenen Dingen).
- 1771: Gloria in excelsis.Lk 2,14 LUT
- 1772: O'er the Gloomy Hills of Darkness
- 1774: Ychydig hymnau (Einige Hymnen).
- 1782: Rhai hymnau newyddion (Einige neue Hymnen).

Englisch:
- 1759: Hosannah to the son of David.
- 1772: Gloria in excelsis.

Sein bekanntestes Lied ist Arglwydd, arwain trwy'r anialwch (Lord, lead thou through the wilderness - Herr, führe du durch die Wildnis), das auch als englisches Kirchenlied adaptiert wurde: Guide Me, O Thou Great Jehovah oder Guide Me, O Thou Great Redeemer. es wird gewöhnlich zu der Melodie Cwm Rhondda von John Hughes gesungen.

### Gedichte
Darüber hinaus verfasste er auch lange Gedichte zu theologischen und religiösen Themen:
- 1756: Golwg ar deyrnas Crist (Eine Ansicht von Gottes Reich). Die Geschichte der Erlösung und von Gottes Gnade.
- 1764: Bywyd a marwolaeth Theomemphus (Leben und Tod von Theomemphus). Die religiöse Erfahrung der Bekehrung und christliches Leben.

Elegien auf Christliche Führer wie Griffith Jones (Llanddowror), Howel Davies (Pembrokeshire), George Whitefield und Daniel Rowland.

### Prosa
Auch seine Prosa und Übersetzungen waren gedacht als Erbauungsschriften:
Zur Erweckungsbewegung 1762 von Llangeitho:
- 1762: Llythyr Martha Philopur at y Parchedig Philo Evangelius eu hathro (Martha Philopurs Brief an den Reverend Philo Evangelius, ihren Lehrer).
- 1763: Atteb Philo-Evangelius i Martha Philopur (Philo-Evangeliuss Antwort an Martha Philopur).

Die Erweckungsbewegung hatte auch physische Auswirkungen auf die Erweckten, so dass die walisischen Methodisten als Methodist Jumpers bekannt wurden.
Außerdem verfasste Williams praktische Anleitungen zum christlichen Leben:
- 1777: Doctor Nuptarum neu gyfarwyddwr priodas (Doktor der Hochzeiten oder der Eheführer)
- 1777: Drws y society profiad (Ein Tor zum Erfahrungstreffen (seiadau)).

### Weitere Werke
- 1762: Pantheologia, Neu Hanes Holl Grefyddau'r Byd (Pantheologia, oder eine Geschichte aller Religionen der Welt).
- 1767: Crocodil Afon yr Aifft (Krokodil des Flusses von Ägypten).
- 1768: Hanes Bywyd a Marwolaeth Tri Wyr o Sodom a'r Aifft (Eine Geschichte des Lebens und des Todes von drei Männern von Sodom und Ägypten).